# Atletism la Jocurile Olimpice de vară din 2016 - 4x100 m (masculin)
Proba de ștafetă 4x100 de metri masculin de la Jocurile Olimpice de vară din 2016 a avut loc în perioada 18-19 august pe Stadionul Olimpic.

## Recorduri
Înaintea acestei competiții, recordurile mondiale și olimpice erau următoarele:
| Record  | Atlet                                                           | Timp  | Loc                    | Data           |
| ------- | --------------------------------------------------------------- | ----- | ---------------------- | -------------- |
| Mondial | Jamaica (Nesta Carter, Michael Frater, Yohan Blake, Usain Bolt) | 36.84 | Londra, Marea Britanie | 11 august 2012 |
| Olimpic | Jamaica (Nesta Carter, Michael Frater, Yohan Blake, Usain Bolt) | 36.84 | Londra, Marea Britanie | 11 august 2012 |

## Program
Orele sunt ora Braziliei (UTC-3) 
| Data                   | Timp  | Etapă   |
| ---------------------- | ----- | ------- |
| Joi, 18 august 2016    | 11:40 | Etapa 1 |
| Vineri, 19 august 2016 | 22:35 | Finala  |

## Rezultate

### Runda 1
Reguli de calificare: primele trei echipe din fiecare serie (C) și următoarele două echipe cu cel mai bun timp (c) se califică în finală.

#### Seria 1
| Loc | Culoar | Țară                       | Atleți                                                                      | Timp  | Note      |
| --- | ------ | -------------------------- | --------------------------------------------------------------------------- | ----- | --------- |
| 1   | 3      | Statele Unite ale Americii | Mike Rodgers, Christian Coleman, Tyson Gay, Jarrion Lawson                  | 37.65 | (C), (SB) |
| 2   | 4      | China                      | Tang Xingqiang, Xie Zhenye, Su Bingtian, Zhang Peimeng                      | 37.82 | (C), (AS) |
| 3   | 2      | Canada                     | Akeem Haynes, Aaron Brown, Brendon Rodney, Mobolade Ajomale                 | 37.89 | (C), (SB) |
| 4   | 6      | Turcia                     | Izzet Safer, Jak Ali Harvey, Emre Zafer Barnes, Ramil Guliyev               | 38.30 | (RN)      |
| 5   | 7      | Franța                     | Marvin René, Stuart Dutamby, Mickael-Meba Zeze, Jimmy Vicaut                | 38.35 | (SB)      |
| 6   | 8      | Antigua și Barbuda         | Chavaughn Walsh, Cejhae Greene, Jared Jarvis, Tahir Walsh                   | 38.44 | (SB)      |
| 7   | 5      | Sfântul Cristofor și Nevis | Jason Rogers, Kim Collins, Allistar Clarke, Antoine Adams                   | 39.81 |           |
| –   | 1      | Republica Dominicană       | Mayobanex de Oleo, Yohandris Andújar, Stanly del Carmen, Yancarlos Martinez | (DS)  | R 162.7   |

#### Seria a 2-a
| Loc | Culoar | Țară               | Atleți                                                                      | Timp  | Note      |
| --- | ------ | ------------------ | --------------------------------------------------------------------------- | ----- | --------- |
| 1   | 6      | Japonia            | Ryota Yamagata, Shota Iizuka, Yoshihide Kiryu, Asuka Cambridge              | 37.68 | (C), (AS) |
| 2   | 3      | Jamaica            | Jevaughn Minzie, Asafa Powell, Nickel Ashmeade, Kemar Bailey-Cole           | 37.94 | (C), (SB) |
| 3   | 7      | Trinidad și Tobago | Keston Bledman, Rondel Sorrillo, Emmanuel Callender, Richard Thompson       | 37.96 | (C), (SB) |
| 4   | 1      | Marea Britanie     | Richard Kilty, Harry Aikines-Aryeetey, James Ellington, Chijindu Ujah       | 38.06 | (c)       |
| 5   | 8      | Brazilia           | Ricardo de Souza, Vitor Hugo dos Santos, Bruno de Barros, Jorge Vides       | 38.19 | (c)       |
| 6   | 4      | Germania           | Julian Reus, Sven Knipphals, Robert Hering, Lucas Jakubczyk                 | 38.26 |           |
| 7   | 5      | Cuba               | César Ruiz, Roberto Skyers, Reynier Mena, Yaniel Carrero                    | 38.47 |           |
| 8   | 2      | Olanda             | Solomon Bockarie, Hensley Paulina, Liemarvin Bonevacia, Giovanni Codrington | 38.53 |           |

### Finala
| Loc | Culoar | Nume                       | Naționalitate                                                         | Reacție    | Timp     | Note |
| --- | ------ | -------------------------- | --------------------------------------------------------------------- | ---------- | -------- | ---- |
| 1   | 4      | Jamaica                    | Asafa Powell, Yohan Blake, Nickel Ashmeade, Usain Bolt                | 37.27      | (SB)     |      |
| 2   | 5      | Japonia                    | Ryota Yamagata, Shota Iizuka, Yoshihide Kiryu, Asuka Cambridge        | 37.60      | (AS)     |      |
| 3   | 7      | Canada                     | Akeem Haynes, Aaron Brown, Brendon Rodney, Andre De Grasse            | 37.64      | (RN)     |      |
| 4   | 6      | China                      | Tang Xingqiang, Xie Zhenye, Su Bingtian, Zhang Peimeng                | 37.90      |          |      |
| 5   | 1      | Marea Britanie             | Richard Kilty, Harry Aikines-Aryeetey, James Ellington, Adam Gemili   | 37.98      |          |      |
| 6   | 2      | Brazilia                   | Ricardo de Souza, Vitor Hugo dos Santos, Bruno de Barros, Jorge Vides | 38.41      |          |      |
| –   | 8      | Trinidad și Tobago         | Keston Bledman, Rondel Sorrillo, Emmanuel Callender, Richard Thompson | (DS)       | R 163.3a |      |
| –   | 3      | Statele Unite ale Americii | Mike Rodgers, Justin Gatlin, Tyson Gay, Trayvon Bromell               | 39.2\|(DS) | R 170.7  |      |

## Legendă
RA Record african | AM Record american | AS Record asiatic | RE Record european | OCRecord oceanic | RO Record olimpic | RM Record mondial | RN Record național | SA Record sud-american | RC Record al competiției | DNF Nu a terminat | DNS Nu a luat startul | DS Descalificare | EL Cea mai bună performanță europeană a anului | PB Record personal | SB Cea mai bună performanță a sezonului | WL Cea mai bună performanță mondială a anului 